# Amt Merseburg

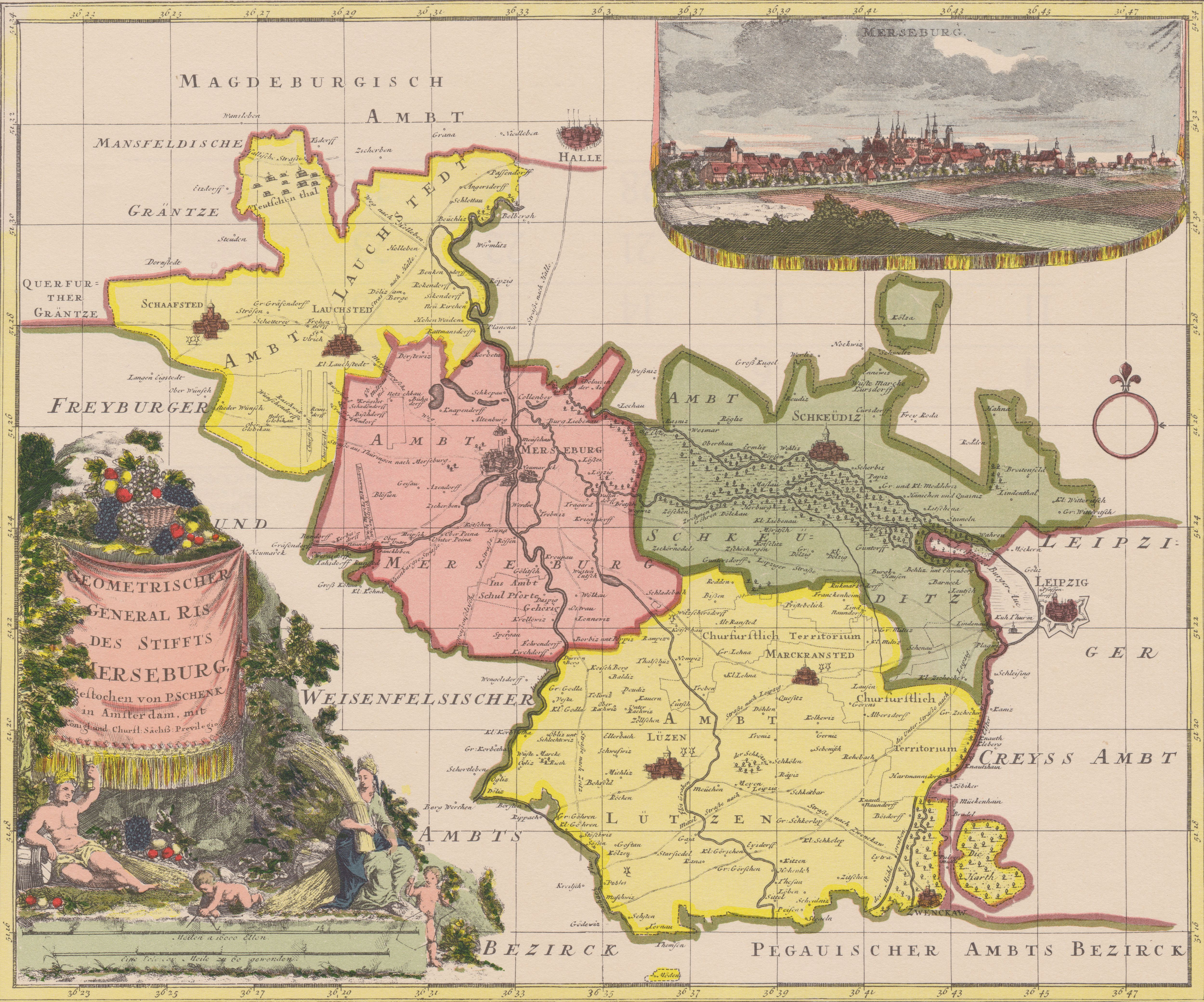
Die Ämter Lauchstädt, Merseburg, Schkeuditz und Lützen um 1740

Das Amt Merseburg, auch Küchenamt Merseburg genannt, war eine zum Hochstift Merseburg und zwischen 1656/57 und 1738 zum Sekundogenitur-Fürstentum Sachsen-Merseburg gehörige territoriale Verwaltungseinheit des Kurfürstentums Sachsen. Bis zur Abtretung an Preußen im Jahr 1815 bildete es den räumlichen Bezugspunkt für die Einforderung landesherrlicher Abgaben und Frondienste, für Polizei, Rechtsprechung und Heeresfolge.

## Geographische Lage
Das Amt Merseburg lag in der Leipziger Tieflandsbucht südlich von Halle (Saale). Es wurde von der Saale im Zentrum und der Weißen Elster im Nordosten durchflossen. Weitere Gewässer im Amtsgebiet waren die Luppe, die Geisel und der Elsterfloßgraben. Die vier südwestlichen Orte Benndorf, Körbisdorf, Naundorf und Runstedt wurden im Zuge des Braunkohleabbaus im Geiseltal im 20. Jahrhundert devastiert. An ihrer Stelle befinden sich heute der Geiseltalsee und der Runstedter See. Der westliche Teil des Amtes Merseburg mit vier Orten wurde durch das Amt Lauchstädt vom Hauptgebiet des Küchenamtes getrennt. Weiterhin befanden sich eine zum Amt Lauchstädt und eine zum Amt Weißenfels gehörige Enklave im Amtsgebiet.
Das Territorium des Amts Merseburg liegt heute im Südosten des Saalekreises in Sachsen-Anhalt an der Grenze zum Freistaat Sachsen.

## Angrenzende Verwaltungseinheiten
| Amt Lauchstädt (Sachsen-Merseburg)   | Saalkreis (Erzstift Magdeburg, ab 1680 preußisches Herzogtum Magdeburg) |                                    |
|                                      | Kompassrose, die auf Nachbargemeinden zeigt                             | Amt Schkeuditz (Sachsen-Merseburg) |
| Amt Freyburg (Kurfürstentum Sachsen) | Amt Weißenfels (Kurfürstentum Sachsen)                                  | Amt Lützen (Sachsen-Merseburg)     |

Der westliche Teil des Amts Merseburg, der durch das Amt Lauchstädt vom Hauptteil des Amts Merseburg abgetrennt wurde, grenzte im Norden und Osten an das Amt Lauchstädt, im Süden und Westen an das Amt Freyburg.

## Geschichte
Aufgrund der Ungarneinfälle ins Ostfrankenreich erließ König Heinrich I. im Jahr 926 eine „Burgenordnung“, durch die im Jahr 930 die Königspfalz Merseburg an der Via Regia entstand. Ein Jahr später erfolgte durch Heinrich I. die Einweihung der zur Pfalz gehörigen Stiftskirche St. Johannis. Heinrichs Sohn Otto I., seit 962 römisch-deutscher Kaiser, gründete im Jahr 968 das Bistum Merseburg aufgrund eines Gelübdes nach der erfolgreichen Schlacht auf dem Lechfeld gegen die Ungarn. Die dem Bischof von Merseburg unmittelbar unterstehenden Besitzungen wurden in einem Amtsbezirk zusammengefasst, der als „Küchenamt“ zum Unterhalt des Bischofs und seiner Bediensteten festgelegte Einkünfte abzuführen hatte. Im Jahr 1015 wurde der Grundstein für den Merseburger Dom gelegt, die erste Weihe erfolgte im Jahr 1021. Zwischen 1245 und 1265 entstand das Schloss Merseburg.
Im 15. Jahrhundert nahmen die Wettiner als Kurfürsten von Sachsen vermehrt Einfluss auf die Bischofswahl in Merseburg. Nach der Leipziger Teilung der kursächsischen Lande im Jahr 1485 wurde das Bistum Merseburg mit seinen Ämtern zum Einflussbereich der albertinischen Linie der Wettiner gerechnet. Durch die Säkularisation des Bistums Merseburg in Folge der Reformation gelangte das Bistum mit seinen Ämtern im Jahr 1547 an das albertinische Kurfürstentum Sachsen. 1561 wurde es kursächsisches Nebenland. Das Amt Merseburg ging aus dem ehemaligen bischöflichen Küchengut hervor. Zwischen 1657 und 1738 gehörte es dem albertinischen Sekundogenitur-Fürstentum Sachsen-Merseburg an. Durch die Ernennung des Kurfürstentums Sachsen zum Königreich Sachsen gehörte das Amt Merseburg seit 1806 zu diesem.
Nach der Niederlage Napoleons und des mit ihm verbündeten Königreichs Sachsen musste das Königreich Sachsen nach Beschluss des Wiener Kongresses im Jahr 1815 einen großen Teil seines Gebietes an das Königreich Preußen abtreten. Das Amt Merseburg wurde dabei der preußischen Provinz Sachsen angegliedert. Es ging im Landkreis Merseburg im Regierungsbezirk Merseburg auf, dessen Verwaltungssitz das Schloss Merseburg wurde.

## Zugehörige Orte
Städte
- Merseburg

Dörfer
| - Atzendorf - Benndorf - Bischdorf - Blösien - Bündorf - Burgliebenau - Burgstaden - Collenbey - Corbetha - Döllnitz | - Dörstewitz - Fährendorf - Frankleben - Geusa - Göhlitzsch - Kirchdorf - Knapendorf - Körbisdorf - Kötzschen - Kreypau | - Kriegsdorf - Lennewitz - Leuna - Löpitz - Lössen - Meuschau - Milzau - Naundorf - Neumarkt - Niederbeuna | - Niederkriegstedt - Niederklobikau (Exklave) - Niederwünsch (Exklave) - Oberbeuna - Oberkriegstedt - Oberklobikau (Exklave) - Ockendorf - Ostrau - Poppitz - Porbitz | - Pretzsch - Reipisch - Rössen - Runstedt - Schkopau - Schladebach - Spergau - Tragarth - Trebnitz - Venenien | - Wallendorf - Wölkau - Wünschendorf (Exklave) - Wüsteneutzsch - Zscherben |

Anderer Besitz
- Schloss Merseburg